# Begonia fischeri
Espèce
Begonia fischeri est une espèce de plantes de la famille des Begoniaceae. Ce bégonia est originaire d'Amérique centrale et d'Amérique du Sud. L'espèce fait partie de la section Ephemera. Elle a été décrite en 1820 par Franz von Paula Schrank (1747-1835). L'épithète spécifique est un hommage aux travaux de Friedrich Ernst Ludwig von Fischer (1782-1854), botaniste allemand qui fut directeur du jardin botanique de Saint-Pétersbourg.

## Description
Begonia fischeri est une espèce très polymorphe. Cette grande variabilité morphologique, notamment par la forme, la taille et la pilosité des feuilles, est due à la fois à une vaste aire de répartition, qui va du sud du Mexique au nord-est de l'Argentine, et aux différents biotopes qu'elle occupe. 
L'espèce est caractérisée principalement par la présence d'un revêtement velu blanchâtre sur les tiges, les pétioles et limbes des feuilles. Ces dernières étant généralement cordiformes à obovales. Les capsules qui contiennet les graines ont des ailes inégales, la plus grande aile étant ascendante et pointue.

## Répartition géographique
Cette espèce est originaire des pays suivants : Argentine ; Bolivie ; Brésil ; Colombie ; Costa Rica ; Cuba ; Équateur ; El Salvador ; Guatemala ; Guyana ; Honduras ; Jamaïque ; Mexique ; Nicaragua ; Panama ; Pérou ; Venezuela.

## Classification
La grande adaptation morphologique de l'espèce explique les nombreuses espèces et variétés considérées à présent comme synonymes.
En 2018, l'espèce a été assignée à une nouvelle section Ephemera, au cycle annuel, au lieu de la section Begonia.

### Liste des synonymes
- Begonia brasiliensis Klotzsch[1]
- Begonia ciliibracteola C.DC.[1]
- Begonia dubia Haw.[1]
- Begonia elata Klotzsch[1]
- Begonia fischeri var. brasiliensis (Klotzsch) Irmsch.[1]
- Begonia intercedens Irmsch.[1]
- Begonia kaietukensis Tutin[1]
- Begonia macroptera Klotzsch[1]
- Begonia obliqua Vell.[1]
- Begonia palustris Hartw. ex Benth.[1]
- Begonia patula auct.[3]
- Begonia roraimensis Tutin[1]
- Begonia setosa Klotzsch[1]
- Begonia tovarensis Klotzsch[1]
- Begonia ulei C.DC.[1]
- Begonia vellerea Klotzsch[1]

L'espèce Begonia hassleri C. DC., que l'on rencontre en Argentine, est considérée comme étant synonyme de Begonia fischeri Schrank depuis septembre 2020.

### Liste des variétés
Selon Tropicos (6 février 2017) (Attention liste brute contenant possiblement des synonymes) :
- variété Begonia fischeri var. brasiliensis (Klotzsch) Irmsch.
- variété Begonia fischeri var. brevipilosa Irmsch.
- variété Begonia fischeri var. crenato-glabra Irmsch.
- variété Begonia fischeri var. crenulatoglabra Irmsch.
- variété Begonia fischeri var. elata (Klotzsch) Irmsch.
- variété Begonia fischeri var. ermanii (Klotzsch) Irmsch.
- variété Begonia fischeri var. eufischeri Irmsch.
- variété Begonia fischeri var. fischeri
- variété Begonia fischeri var. klugii Irmsch.
- variété Begonia fischeri var. macroptera (Klotzsch) Irmsch.
- variété Begonia fischeri var. malvacea (Klotzsch) Irmsch.
- variété Begonia fischeri var. moritziana (Klotzsch) Irmsch.
- variété Begonia fischeri var. palustris (Hartw. ex Benth.) Irmsch.
- variété Begonia fischeri var. tovarensis (Klotzsch) Irmsch.